# Doleschallia nacar
Doleschallia nacar is een vlinder uit de familie Nymphalidae. De wetenschappelijke naam van de soort is voor het eerst geldig gepubliceerd in 1832 door Jean Baptiste Boisduval.